# Waka/Jawaka
Waka/Jawaka ist ein Jazzrock-Album von Frank Zappa aus dem Jahr 1972.

## Entstehungsgeschichte
Das Album entstand nach der katastrophalen Europa-Tournee, bei der zunächst die ganze Anlage der Band in Montreux in Flammen aufgegangen und Zappa am 10. Dezember 1971 bei einem Konzert im Londoner Rainbow Theatre von einem Konzertbesucher in den Orchestergraben gestoßen worden war. Dabei war Zappa so schwer verletzt worden, dass er neun Monate im Rollstuhl verbringen musste. Er musste die Tournee abbrechen und seine vorangegangene Musikgruppe um die früheren Sänger der Turtles, Mark Volman und Howard Kaylan („Happy Together“) auflösen. Er nutzte die Zeit, um sich nach dem Album Hot Rats (1969) wieder dem Komponieren und dem Jazzrock zuzuwenden. Das Album Waka/Jawaka eröffnete eine neue Werkperiode, in der neue Musiker erschienen, denen man auf den nachfolgenden Alben erneut begegnete, so Jazzmusiker, wie der Posaunist Billy Byers. Das Album wird von einem langen Stück, Big Swifty, eröffnet, das den sich seit einiger Zeit anbahnenden Dialog zwischen Zappa und dem Jazzpianisten George Duke wiederaufnimmt. Von diesem Zeitpunkt an spielte Duke bei vielen Aufnahmen und Tourneen an Zappas Seite. Trotz seiner Verletzung gibt Zappa die Tourneeidee nicht auf. 1972 unternimmt er eine Tournee mit acht Konzerten, hauptsächlich in Europa.

## Stilistische Einordnung
Waka/Jawaka ist ein Jazzrockalbum, wobei Arrangement und die Nutzung der Overdub-Technik auf die Musik großer Bigbands verweisen.

## Titelliste
| Nr. | Titel                            | Dauer |
| --- | -------------------------------- | ----- |
| 1.  | Big Swifty                       | 17:22 |
| 2.  | Your Mouth                       | 03:12 |
| 3.  | It Just Might Be A One-Shot Deal | 04:16 |
| 4.  | Waka/Jawaka                      | 11:09 |

## Beschreibung der einzelnen Titel

Hörbeispiel: Wechsel vom 7/8- zum 6/8-Takt mit zusätzlichem (im Original nicht vorhandenem, zwecks Demonstration eingebautem) Schlagzeug im Titel Big Swifty vom Album Waka/Jawaka.

Big Swifty (Album Waka/Jawaka) ist ein lang angelegtes Stück mit ungewöhnlichen Rhythmischen Variationen. Das Thema wechselt zweimal in Quinten vom 7/8 zum 3/4-Takt und danach vom 5/8 zum 6/8-Takt, bis schließlich im Chorus der 4/4-Takt erreicht wird.

## Albumcover
Das Album trägt auf dem Cover eine Zeichnung von Marvin Mattelsson, die ein Waschbecken mit zwei Wasserhähnen darstellt, welche mit Hot und Rats beschriftet sind. Es verweist damit auf das erste Jazzrock-Album Zappas, Hot Rats, welches im Oktober 1969 erschien.
Albumcover Waka/Jawaka
 Externe Weblinks auf urheberrechtlich geschützte Inhalte.
- Vorderseite des Covers auf zappa.com

## Veröffentlichungen
In den USA erschien das Album am 5. Juli 1972 bei Bizarre Records, den weltweiten Vertrieb besorgte Reprise. Im Dezember 1987 wurde das Album in der Reihe The Old Masters. Auf Compact Disc erschien es in Amerika im Januar 1989 bei Rykodisc, in Europa bei Zappa Records. 1995 wurde die CD von Rykodisc neu herausgegeben.

## Rezeption
Waka/Jawaka erreichte in den Billboard 200 Charts Platz 152. Der Anglist Kelly Fisher Lowe wertet es als „interessante Studiokonstruktion“ und mehrere Rezensenten vergleichen das Album mit Bitches Brew von Miles Davis.